# Odznaka Złota Partii

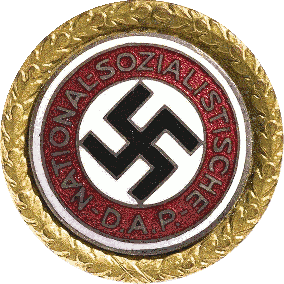
Odznaka Złota Partii

Odznaka Złota Partii (niem. Goldenes Parteiabzeichen, oficjalnie Goldenes Ehrenzeichen der NSDAP) – specjalna i prestiżowa odznaka nazistowskiej partii NSDAP. Osoby, które dekorowano tym odznaczeniem należały do elity III Rzeszy.

## Rodzaje odznaczeń
Były dwa rodzaje Odznak Złotych Partii:
- Pierwszy rodzaj przeznaczony był dla starej gwardii (niem. Alter Kämpfer) pionierów i bojowników nazizmu w Niemczech. Tylko pierwszych 100 000[1][2] członków, którzy przyłączyli się do partii nazistowskiej przed 1930 miało prawo ją nosić[3].
- Kolejnymi Odznakami Złotymi Partii z inicjałami „A.H.” wybitymi na rewersie odznaczani byli członkowie NSDAP, którzy cieszyli się specjalnym zaufaniem i uznaniem Adolfa Hitlera. Każdego roku Hitler osobiście nagradzał osoby, które miały w ocenie Führera szczególne zasługi dla partii oraz III Rzeszy[4].

Odznaka miała dwa rozmiary średnicy: 30,5 mm przeznaczonych do przypinania na mundurze oraz 24 mm przypinanych do cywilnych ubrań oraz 13 mm grubości.

## Osoby odznaczone odznaką

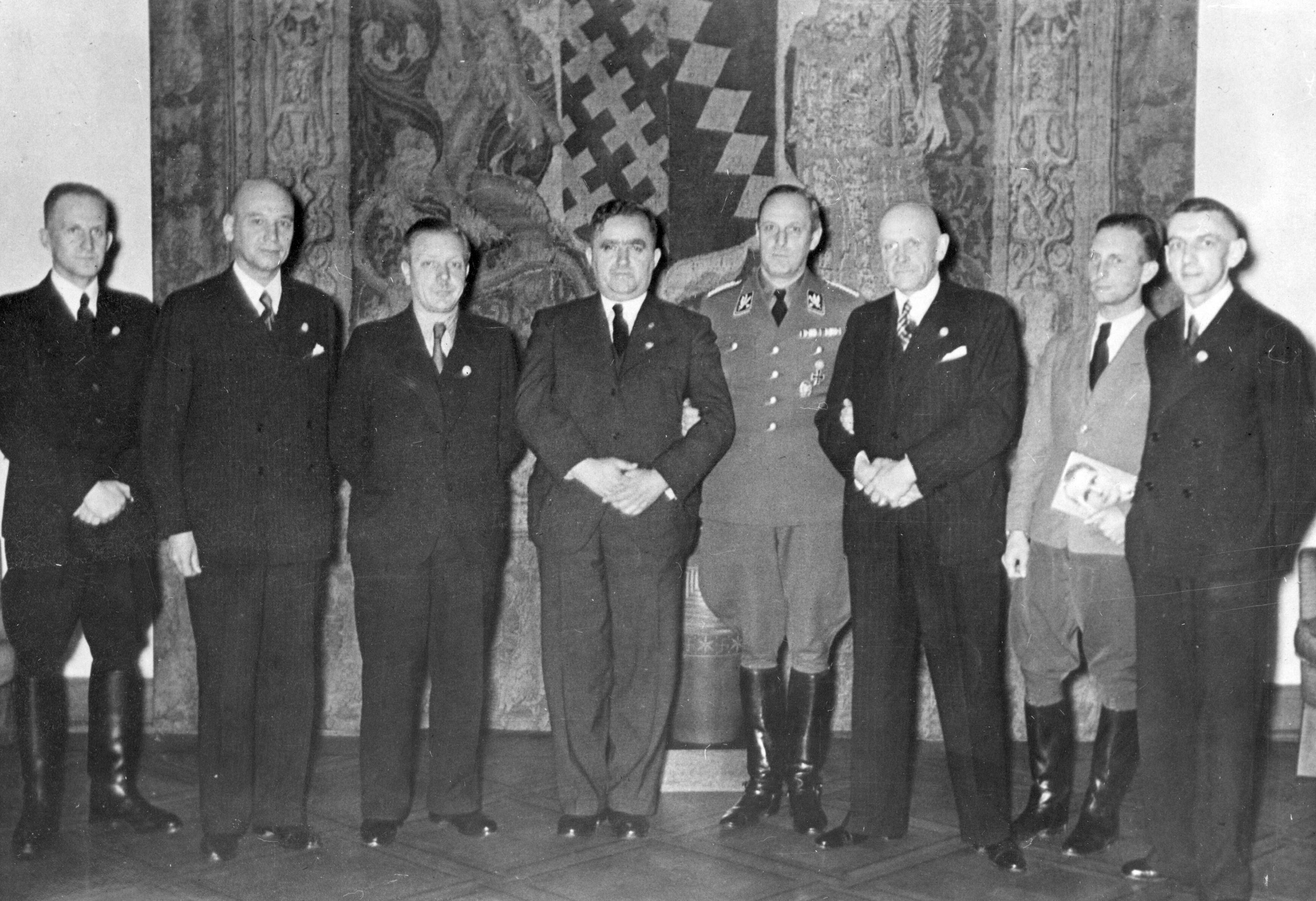
Grupa Volksdeutschów z Polski po otrzymaniu z rąk Adolfa Hitlera Odznak Złotych Partii za zasługi dla III Rzeszy we wrześniu 1939. Od lewej: Ludwig Wolff z Łodzi, Otto Ulitz z Katowic, gauleiter Josef Wagner z Wrocławia, burmistrz Rudolf Wiesner z Bielska-Białej, obergruppenfuhrer Werner Lorenz, senator Erwin Hasbach z Ciechocinka, baron Gero von Gersdorff z Wielkopolski, Weiss z Jarocina

- Adolf Hitler
- Joseph Goebbels
- Hermann Göring
- Heinrich Himmler
- Reinhard Heydrich
- Rudolf Heß
- Karl Hanke
- Wilhelm Keitel
- Richard Walther Darré
- Joachim von Ribbentrop
- Viktor Lutze
- Hans Frank
- Konstantin von Neurath
- Franz Xaver Schwarz
- Wilhelm Schepmann
- Ernst Röhm
- Erhard Milch
- Franz von Epp
- Theodor Eicke
- Artur Axmann
- Alfred Meyer
- Otto-Heinrich Drechsler(inne języki)
- Hinrich Lohse
- Robert Ley
- Odilo Globocnik
- Max Amann
- Philipp Bouhler
- Karl Wahl(inne języki)
- Walther Funk
- Otto Georg Thierack
- Hans Lammers
- Franz Gürtner
- Arthur Seyss-Inquart
- Erich Raeder
- Eduard Dietl
- Ferdinand Schemer
- Ernst Kaltenbrunner
- Hans F.K. Günther(inne języki)
- Hans Adolf Prützmann
- Kurt Daluege
- Paul Hausser
- Josef Dietrich
- Horst Wessel
- Karl Dönitz
- Walther von Brauchitsch
- Werner von Blomberg
- Lothar Rendulic
- Erich von dem Bach-Zelewski
- Magda Goebbels
- Albert Speer
- Arthur Greiser
- Emil Maurice